# Convento de San Felipe de Neri (Sucre)
El Convento de San Felipe de Neri es un convento en Sucre, Bolivia, construido en el siglo XVIII. Es la expresión del poder de la Iglesia católica en la sociedad americana. Desde sus terrazas, en medio de sus cúpulas techadas con tejas al estilo colonial y sus torres y campanarios construidos con adornos de plata de las minas de Potosí, se puede apreciar el panorama de la ciudad de numerosas iglesias, construidas una en casi cada cuadra durante la colonia. 
El espectáculo es realzado con los techos de las casas coloniales, todos con teja de cerámica rojiza y sus balcones de madera esculpida de donde descuelgan racimos de flores rojas por sobre las angostas callejuelas empedradas de la ciudad. Tras un trabajo de conservación del total del exterior del edificio en 2018, este luce imponente en pleno centro de la ciudad de Sucre.

## Historia
En 1767, el deán Urquiza presentó una petición ante el cabildo de La Plata (actual Sucre) para destinar la iglesia y el colegio de los jesuitas para la fundación de la Congregación del Oratorio de San Felipe Neri. Esta fundación se llevó a cabo más tarde, en el gobierno del arzobispo José Antonio de San Alberto, quien mandó construir el actual convento de San Felipe. El arzobispo San Alberto financió el traslado de los sacerdotes fundadores desde Lima. Para el sostenimiento de la congregación, aportó 32.000 pesos provenientes de las Cajas Reales. Además, ordenó la construcción del convento y la iglesia desde sus cimientos, cubriendo personalmente los costos de la edificación, que fue realizada íntegramente en piedra. Según los cronistas filipenses, el propio prelado participaba activamente en la obra, trasladando diariamente piedras desde el cerro Churuquella tras celebrar la misa, tarea en la que era imitado por los feligreses.

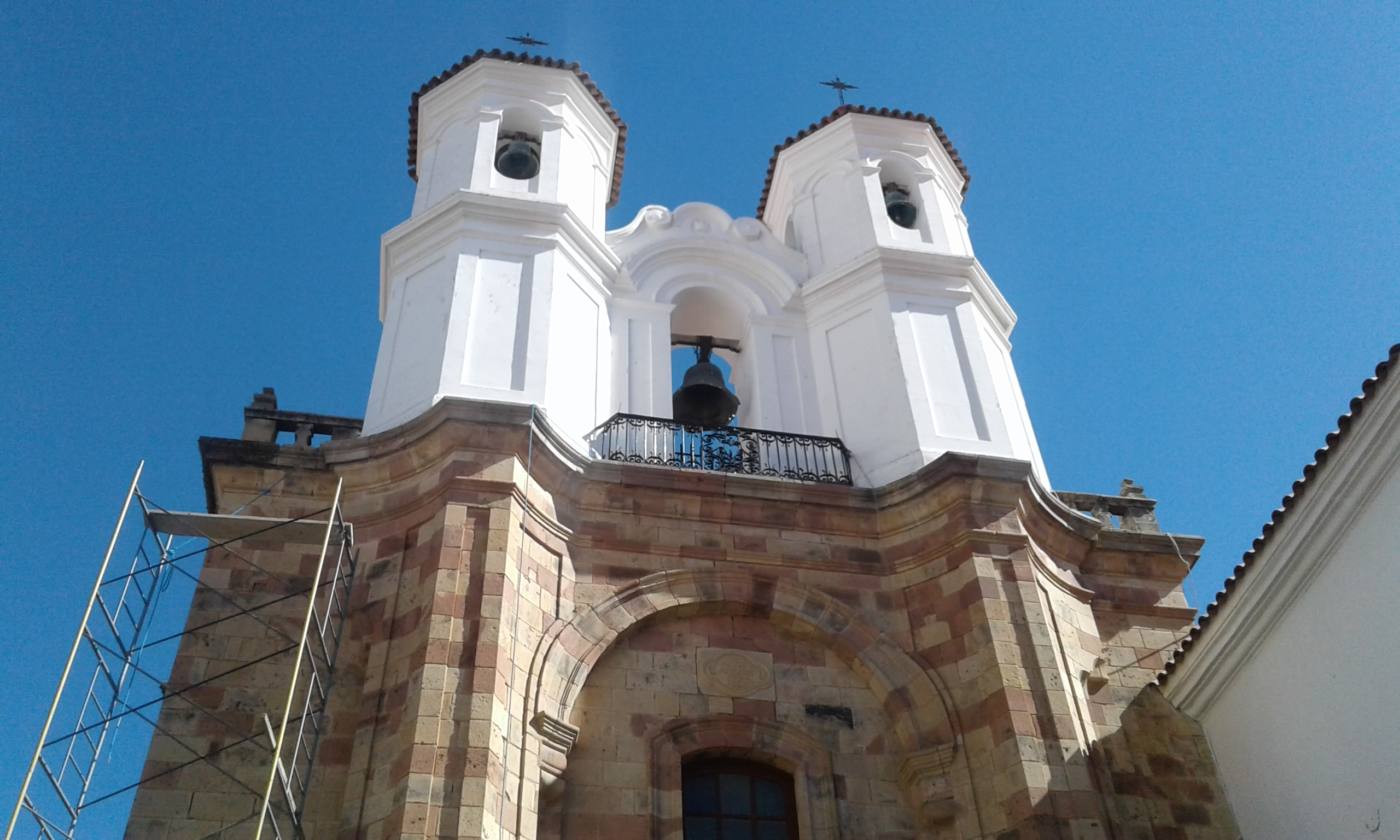
Portada Principal del Templo de San Felipe de Neri
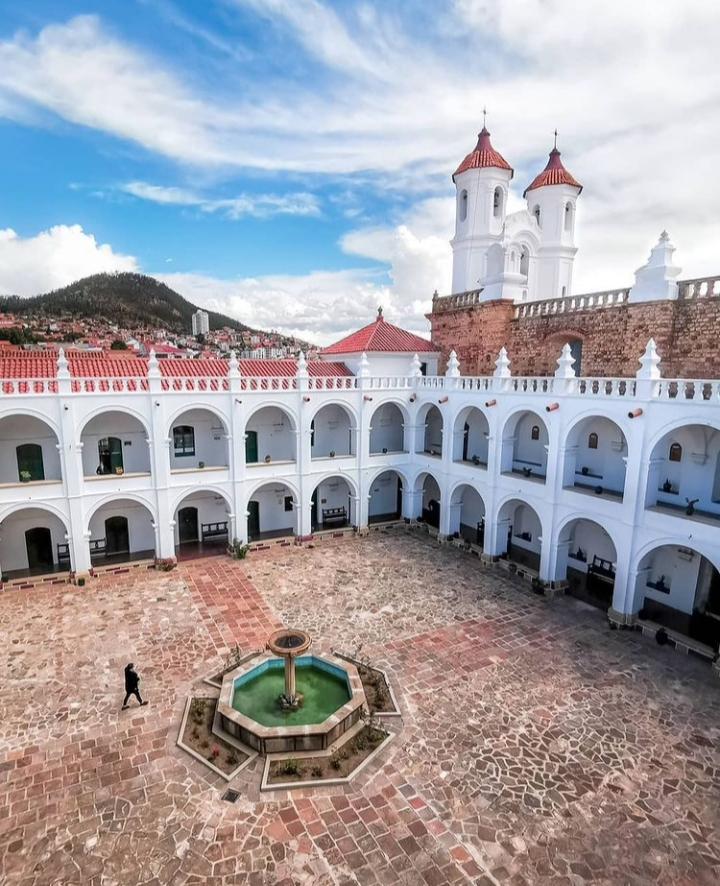
Patio del Convento, rodeado por cuatro crujías con claustros
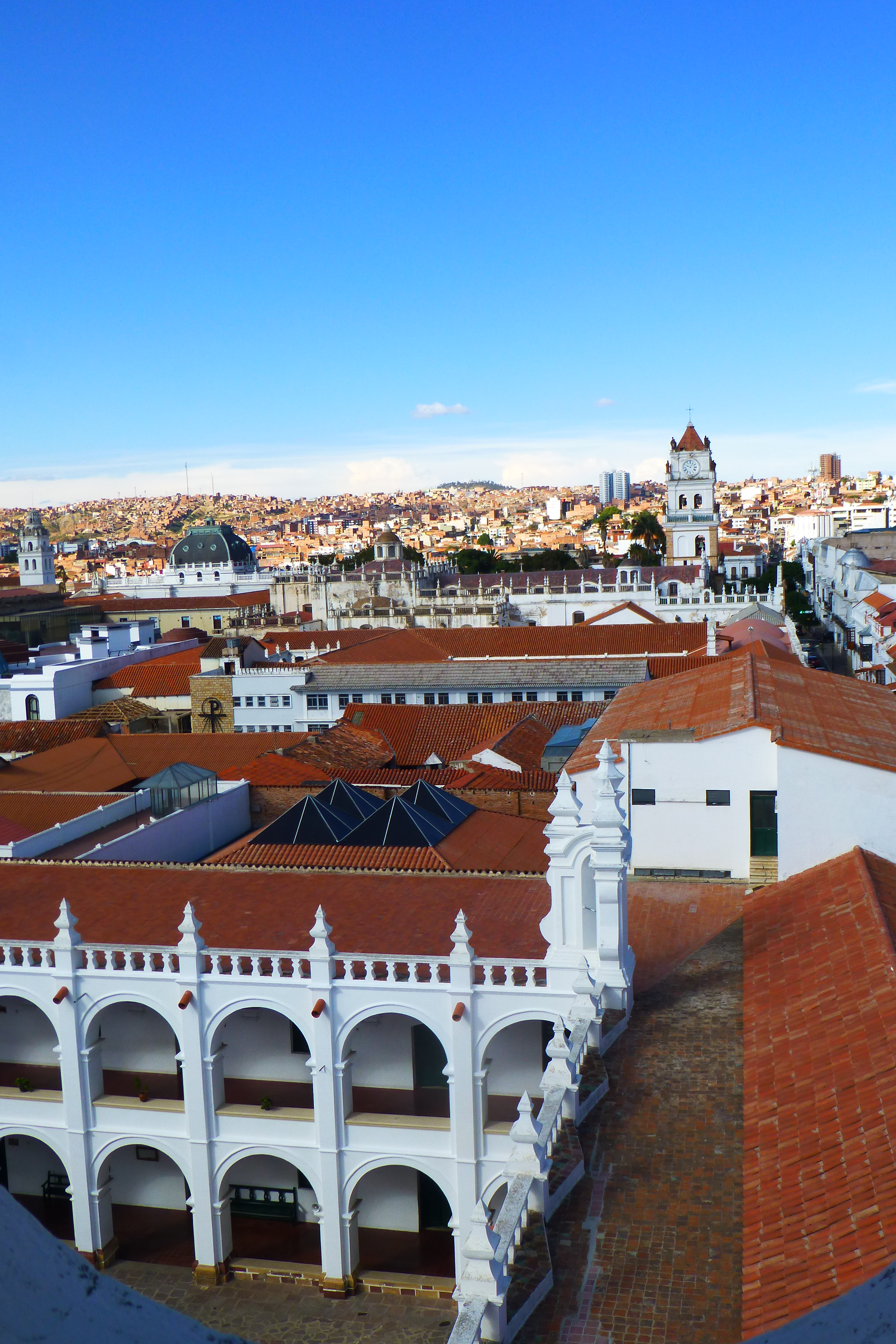
Vista de la ciudad de Sucre, desde las bóvedas (terrazas) del templo